# Последний магнат (телесериал)
«После́дний магна́т» (англ. The Last Tycoon) — американский телесериал, созданный Билли Рэем по мотивам последнего незаконченного романа Фрэнсиса Скотта Фицджеральда «Последний магнат». Главные роли в шоу исполнили Мэтт Бомер и Келси Грэммер.
Пилотный эпизод был показан 16 июня 2016 года. 27 июля 2016 года Amazon дал зелёный свет сериалу, премьера состоялась на Amazon Video 28 июля 2017 года.
9 сентября 2017 года Amazon закрыл сериал после одного сезона.

## Сюжет
Сюжет сериала основан на последней книге Ф. Скотта Фицджеральда «Последний магнат», опубликованной посмертно. Действие происходит в 1936 году, когда нацистское правительство Адольфа Гитлера пыталось контролировать главные тенденции голливудского кинобизнеса. Монро Стар, чей персонаж основан на личности Ирвинга Тальберга, противостоит своему боссу Пэту Брэйди, чтобы остановить контроль Третьего Рейха.

## В ролях

### Основной состав
- Мэтт Бомер — Монро Стар
- Келси Грэммер — Пэт Брэйди, владелец киностудии «Брэйди Амэрикэн»
- Лили Коллинз — Сесилия Брэйди, дочь Пэта
- Доминик Макэллигот — Кэтлин Мур, актриса
- Энцо Чиленти — Обри Хэкет, сценарист
- Коэн де Боу[англ.] — Томас Зеп, начальник охраны киностудии «Брэйди Амэрикэн»
- Марк О’Брайен — Макс Майнер, сотрудник киностудии
- Розмари Деуитт — Роуз Брэйди, жена Пэта

### Второстепенный состав
- Джессика де Гау — Минна Дэвис, погибшая жена Монро, кинозвезда
- Дженнифер Билз — Марго Тафт, кинозвезда
- Сол Рубинек — Луис Б. Майер
- Иддо Голдберг — Фриц Ланг
- Даниэль Роуз Расселл — Дарла Минер